# Felsőpián
Felsőpián, 1912-ig Oláhpián (románul: Pianu de Sus vagy Pianu Românesc, németül: Rumänisch Pien, szászul Bleschpien) falu Romániában, Erdélyben, Fehér megyében.

## Fekvése
Gyulafehérvártól húsz kilométerre délnyugatra, a Surján-hegység északi peremén fekszik.

## Története
Alsópián határára települt román falu volt. 1451-ben Olahpen, 1488-ban Bléchis pen, 1733-ban Oláh Pián, 1808-ban Walachisch-Pien, románul Pianá, 1826-ban Piana Rumenjaszke vagy Piana din szusz alakban írták. Szászsebesszékhez, 1876-tól Szeben vármegyéhez tartozott, majd 1968-ban Fehér megyéhez csatolták. Ortodox lakói a 16–19. században az alsópiáni evangélikus lelkésznek fizették a tizedet. A 18–19. században lakói fontos jövedelemforrása volt az aranymosás. Az 1850-es évekig aranybeváltó hivatal is működött benne. 1907-ben a településen megalapították a Strugarul népbankot.
1850-ben 1789 lakosából 1723 volt román és 61 cigány nemzetiségű; 1784 ortodox vallású.
2002-ben 1588 lakosából 1578 volt román nemzetiségű; 1527 ortodox és 36 pünkösdista vallású.

## Nevezetességek
- Népi fafaragás.
- Fatemploma a szentélyt elválasztó gerendán található felirat szerint 1761-ben épült. 1918-ban a leromlott állagú épület hajójának nagy részét lebontották, és tornyát átköltöztették. A hajó lebontott részének helyén 1925-ben fenyőfákat ültettek. 1971–72-ben felújították. Faharangját a kőtemplomban helyezték el.
- A falutól keletre, a 636 méteres tengerszint feletti magasságú Cetățeaua-hegy északi nyúlványán 10–11. századi földvár 45×25 méteres, enyhén ovális alaprajzú, árokkal kerített maradványai.
- Százados tölgyes.
- Golfpályáját 1990 után Paul Tomița, a román golf doyenje kezdeményezésére építették ki, aki a faluban született 1914-ben, és 1975-től ismét itt élt.[6]